# Petit lac des Esclaves (circonscription électorale)
Circonscription électorale provinciale du Canada
Petit Lac des Esclaves (en anglais Lesser Slave Lake) est une circonscription électorale provinciale de l'Alberta (Canada), située dans le nord de la province. Elle prend son nom du Petit lac des Esclaves, qui est entouré par la circonscription. 
Son député actuel est Scott Sinclair  du Parti conservateur uni.

## Liste des députés
| Années | Années          | Député           | Parti politique           |
| ------ | --------------- | ---------------- | ------------------------- |
|        | 1971 - 1975     | Dennis Barton    | Crédit social             |
|        | 1975 - 1979     | Larry Shaben     | Progressiste-Conservateur |
|        | 1979 - 1982     | Larry Shaben     | Progressiste-Conservateur |
|        | 1982 - 1986     | Larry Shaben     | Progressiste-Conservateur |
|        | 1986 - 1989     | Larry Shaben     | Progressiste-Conservateur |
|        | 1989 - 1993     | Pearl Calahasen  | Progressiste-Conservateur |
|        | 1993 - 1997     | Pearl Calahasen  | Progressiste-Conservateur |
|        | 1997 - 2001     | Pearl Calahasen  | Progressiste-Conservateur |
|        | 2001 - 2004     | Pearl Calahasen  | Progressiste-Conservateur |
|        | 2004 - 2008     | Pearl Calahasen  | Progressiste-Conservateur |
|        | 2008 - 2012     | Pearl Calahasen  | Progressiste-Conservateur |
|        | 2012 - 2015     | Pearl Calahasen  | Progressiste-Conservateur |
|        | 2015 - 2019     | Danielle Larivee | Néo-démocrate             |
|        | 2019 - 2023     | Pat Rehn         | Conservateur uni          |
|        | 2023 - en cours | Scott Sinclair   | Conservateur uni          |